# Siegfried Sassoon
Siegfried Loraine Sassoon (Matfield, 8 de setembre de 1886 - Heytesbury, 1 de setembre de 1967) va ser un escriptor i soldat anglès. Condecorat per la seva valentia en el front occidental, es va convertir en un dels principals poetes de la Primera Guerra Mundial. La seva poesia tant descriu els horrors de les trinxeres com satiritza les pretensions patriòtiques que, segons el parer de Sassoon, eren responsables d'una guerra impulsada pel patrioterisme. Sassoon va esdevenir un punt d'enllaç per a la dissidència en les forces armades quan va fer una protesta en solitari contra la continuació de la guerra a la seva Soldier's Declaration de 1917, que va culminar amb el seu ingrés en un hospital psiquiàtric militar. Aquest fet va donar lloc a la formació d'una amistat amb Wilfred Owen, que estava molt influenciat per ell. Sassoon més tard va ser aclamat per la seva obra en prosa, en particular, per la seva autobiografia en tres volums de ficció, coneguts col·lectivament com a "trilogia Sherston".

## Llibres

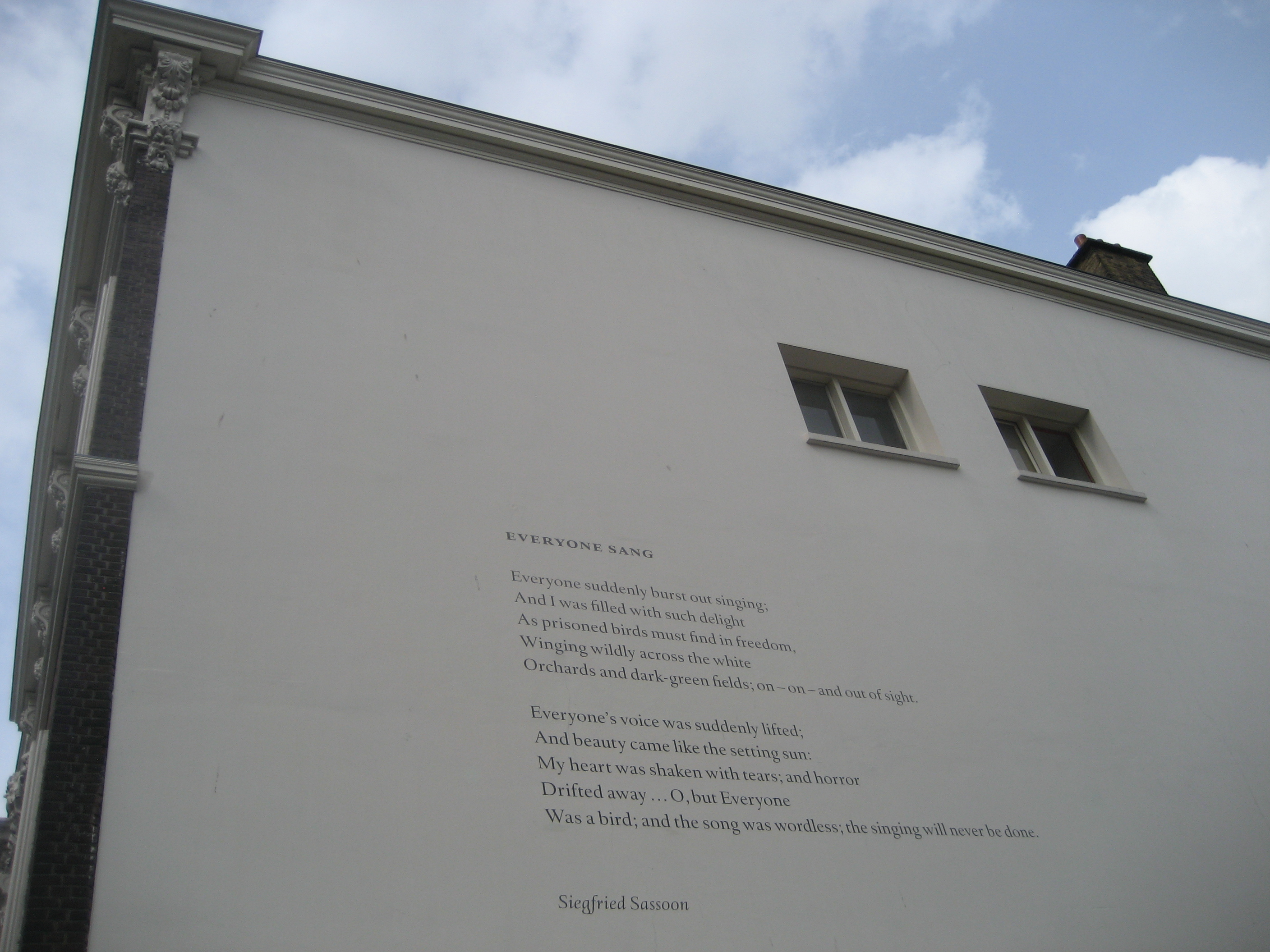
Poema "Everyone Sang" en una paret de la Haia

### Reculls poètics
- The Daffodil Murderer (John Richmond: 1913)
- The Old Huntsman (Heinemann: 1917)
- The General (Denmark Hill Hospital, April 1917)
- Does it Matter? (written: 1917)
- Counter-Attack and Other Poems (Heinemann: 1918)
- The Hero [Henry Holt, 1918]
- Picture-Show (Heinemann: 1919)
- War Poems (Heinemann: 1919)
- Aftermath (Heinemann: 1920)
- Recreations (privately printed: 1923)
- Lingual Exercises for Advanced Vocabularians (privately printed: 1925)
- Selected Poems (Heinemann: 1925)
- Satirical Poems (Heinemann: 1926)
- The Heart's Journey (Heinemann: 1928)
- Poems by Pinchbeck Lyre (Duckworth: 1931)
- The Road to Ruin (Faber and Faber: 1933)
- Vigils (Heinemann: 1935)
- Rhymed Ruminations (Faber and Faber: 1940)
- Poems Newly Selected (Faber and Faber: 1940)
- Collected Poems (Faber and Faber: 1947)
- Common Chords (privately printed: 1950/1951)
- Emblems of Experience (privately printed: 1951)
- The Tasking (privately printed: 1954)
- Sequences (Faber and Faber: 1956)
- Lenten Illuminations (Downside Abbey: 1959)
- The Path to Peace (Stanbrook Abbey Press: 1960)
- Collected Poems 1908-1956 (Faber and Faber: 1961)
- The War Poems ed. Rupert Hart-Davis (Faber and Faber: 1983)

### Col·lecció 2
- Memoirs of a Fox-Hunting Man (Faber & Gwyer: 1928)
- Memoirs of an Infantry Officer (Faber and Faber: 1930)
- Sherston's Progress (Faber and Faber: 1936)
- Complete Memoirs of George Sherston (Faber and Faber: 1937)
- The Old Century and seven more years (Faber and Faber: 1938)
- On Poetry (University of Bristol Press: 1939)
- The Weald of Youth (Faber and Faber: 1942)
- Siegfried's Journey, 1916-1920 (Faber and Faber: 1945)
- Meredith (Constable: 1948) - Biography of George Meredith